# Schildpadsoep

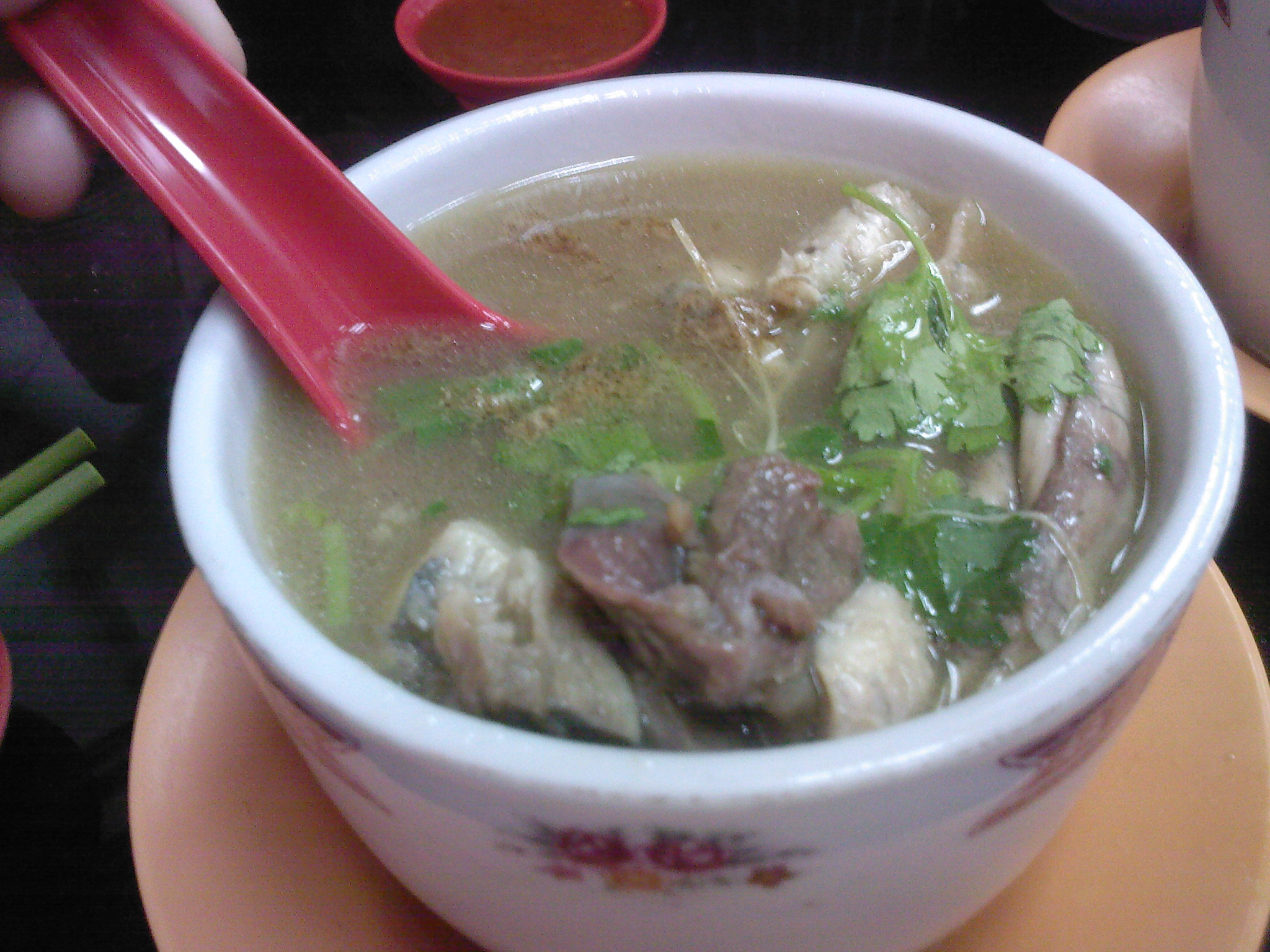
Chinese schildpadsoep

Schildpadsoep of schildpaddensoep is een gerecht waarin het vlees van schildpadden is verwerkt. 
In vroeger tijden was soep waarvan het vlees van soepschildpadden (Eretmochelys imbricata) tot de ingrediënten behoorde vrij normaal en werd over de hele wereld verkocht. Toen de dieren in de jaren zeventig sterk bedreigd bleken, werd een vangstverbod ingesteld en raakte het eten van schildpadvlees in het westen in onbruik. In de Verenigde Staten  wordt het vlees van de bijtschildpad nog wel verwerkt in gerechten. 
In veel landen in Azië, waar schildpadden vaak nog algemeen voorkomen, is schildpaddensoep een traditioneel gerecht. Aan het eten van schildpadden wordt zelfs een heilzame werking toegeschreven. Hier is echter geen enkel wetenschappelijk bewijs voor bekend.
Omdat in Europa schildpaddenvlees verboden is voor consumptie is er een alternatief bedacht; imitatie-schildpad of Tortue. De Franse naam tête de veau en tortue (kop van een kalf op zijn schildpads) is een betere beschrijving; de kop lijkt qua structuur op een schildpad; een harde buitenzijde maar weke binnenzijde. Een belangrijk ingrediënt zijn de zogenaamde schildpadkruiden die bestaan uit een mengsel van rozemarijn, salie, koriander, basilicum, marjolein, bonenkruid en tijm.